# Furlong

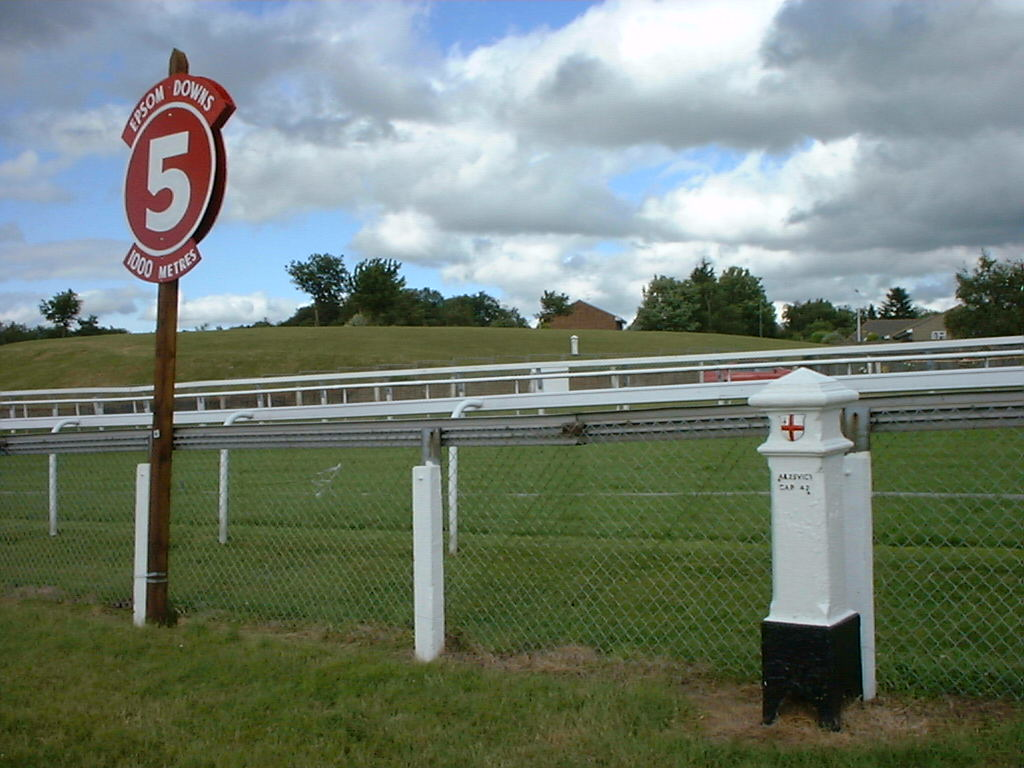
Il palo dei 5 furlong (1006 m) all'ippodromo di Epsom Downs

Un furlong è una misura di distanza appartenente al Sistema imperiale britannico e al Sistema consuetudinario USA e non riconosciuta dal Sistema internazionale di unità di misura. È anche una delle unità di base del sistema Furlong/Firkin/Fortnight (FFF), che dagli scienziati anglosassoni viene talvolta scherzosamente indicata come alternativa ad altri sistemi di misura. 
Sebbene storicamente sia definito in molti modi, oggi viene considerato uguale a 660 piedi o 220 iarde, ovvero a 201,168 metri. Ci sono 10 catene in un furlong e otto furlong in un miglio.
Il nome "furlong" deriva della parole dell'inglese antico furh (solco) e lang (lungo). È originariamente riferito all'acro di un terreno pubblico arato (nel Medioevo in Inghilterra un terreno comunale veniva diviso a strisce).
Il sistema del "solco lungo" divenne necessario perché per un contadino era difficile far girare una coppia di buoi, quindi era molto avvantaggiato con un terreno lungo e stretto rispetto a uno di forma quadrangolare. Per questa ragione, anticamente, il furlong veniva definito "lunghezza di un acro".
Le distanze per  corse di cavalli nel Regno Unito, in Irlanda e negli Stati Uniti si misurano alternando miglia e furlong, anche se quest'unità non è più nell'uso comune; sempre in questa disciplina è usato ormai solo per denotare distanze inferiori al miglio. L'uso ufficiale del furlong fu abolito nel Regno Unito dal Weights and Measures Act del 1985, che abolì l'uso ufficiale di molte altre unità di misura tradizionali.
Casualmente, 5 furlong sono 1005,84 metri (esatti) cioè approssimativamente un chilometro.

## Utilizzi scherzosi del furlong

### Unità derivate dal furlong
Il furlong è usato in una assurda unità di misura della velocità: il furlong al semimese (in realtà alla bisettimana, in inglese fortnight), che si converte in:
- 0,0001663095 metri al secondo o, approssimativamente, un centimetro al minuto (in unità SI).
- 0,0005456349 piedi al secondo (in unità del Sistema imperiale).

Quindi: 
- un'auto che viaggia a 60 km/h viaggia a una velocità di 100.214,7 furlong al semimese;
- un Boeing 737  che vola alla velocità di 216,2 m/s sta viaggiando a 1.300.013,7 furlong al semimese;
- la velocità della luce nel vuoto è approssimativamente 1,803×1012 furlong al semimese;
- un furlong al semimese è uguale a 0,166 millimetri al secondo, ovvero una velocità appena percepibile ad occhio nudo.

Il sistema di numerazione della città di Chicago divise la città in 800 parti per miglio. Le strade, di conseguenza, si trovano a 1/8 di miglio di distanza l'una dall'altra. Questo significa che la lunghezza di ogni isolato in un tipico quartiere di Chicago è precisamente di un furlong.

### Il furlong nella legge di Murphy
Il furlong e la sua unità derivata, si trovano anche nella legge di Murphy, precisamente nella terza legge di Klipstein che dice che:
(Terza Legge di Klipstein sull'Ingegneria, in La legge di Murphy. Murfologia Applicata)
Questa massima vuole significare che spesso nelle pubblicazioni scientifiche, soprattutto quelle in lingua inglese, le unità di misura utilizzate non appartengono al SI e sono quindi poco fruibili al pubblico non anglosassone.